# Pilõezinhos
Pilõezinhos é um município brasileiro do estado da Paraíba, localizado na Região Geográfica Imediata de Guarabira, no brejo paraibano. De acordo com o IBGE (Instituto Brasileiro de Geografia e Estatística), no ano de 2022 sua população era de 5.329 habitantes. Área territorial de 40.908 km². 

## História
Inicialmente habitada pelos índios Aratus, Cariris e Potiguaras. Os Aratus e Cariris nativos que ocuparam essas terras ficaram conhecidos pela produção de peças cerâmicas, cestaria e pelo cultivo de milho, feijão, mandioca e amendoim.
As estimativas são de que os índios Aratus e Cariris tenham vivido nessa região antes da colonização do Brasil, por volta de 1400. Depois essas terras foram habitadas pelos índios Potiguaras, as terras que hoje formam a cidade de Pilõezinhos tiveram como colonizadores, os portugueses que instalaram seus engenhos de cana-de-açúcar na região, por volta do ano de 1750.
Segundo conta a tradição, as terras onde hoje é o município de Pilõezinhos, foi de um senhor por nome de Cândido Moisés. Homem este que era muito rico e dono de quase toda a área da cidade, tinha dois engenhos, e uma casa que hoje é patrimônio histórico. Antes de se chamar Pilõezinhos, a cidade teve dois nomes: Vila de Vera Cruz e Vila de Santa Cruz. Com o passar do tempo foi encontrado pequenos pilões em uma pedra que são provenientes da idade Pré Cambriana média, cuja idade varia entre 500 milhões de anos. Designam-se comumente como pré-cambrianos os terrenos formados durante essa era. Esses pilões constituem-se de rochas metamórficas (gnaisses, xistos) intensamente dobradas e falhadas e rochas ígneas (granitos de anos, localizado próximo á zona urbana considerado patrimônio municipal).
Porém na metade do século XIX a região conhecida por vila de Vera Cruz foi assolada por epidemia de colera que matou a metade dessa população e principalmente a mão-de-obra escrava, mão- de obra essa que movia os engenhos. No início do século XX foram surgindo os primeiros núcleos habitacionais. A povoação floresceu e foi construída uma capela e um cruzeiro sob a invocação de seu padroeiro São Sebastião. Capela está, que foi construída por uma promessa, que salvou a população da cólera. Foi criado um novenário de 11 a 19 de janeiro. Este que já dura mais de 157 anos de tradição.
Em 1951, a Lei Estadual nº 652 de 05 de dezembro de 1951 cria o distrito de Pilõezinhos, pertencendo ao município de Guarabira. Em 27 de dezembro de 1963, a lei estadual nº 3128, cria o Município de Pilõezinhos, sendo desmembrado do município de Guarabira.